# Nō
Nō (jap. 能 nō; dosł.: umiejętność, talent, sztuka, dar, zdolność) – jeden z głównych gatunków klasycznego teatru japońskiego. 

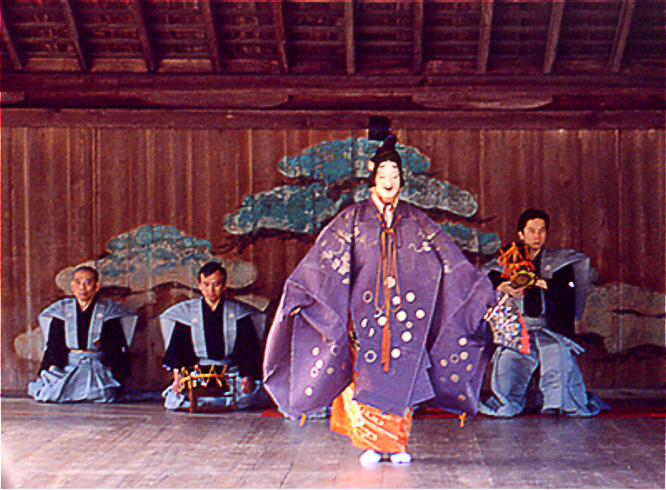
Przedstawienie teatru nō w chramie Itsukushima w mieście Hatsukaichi

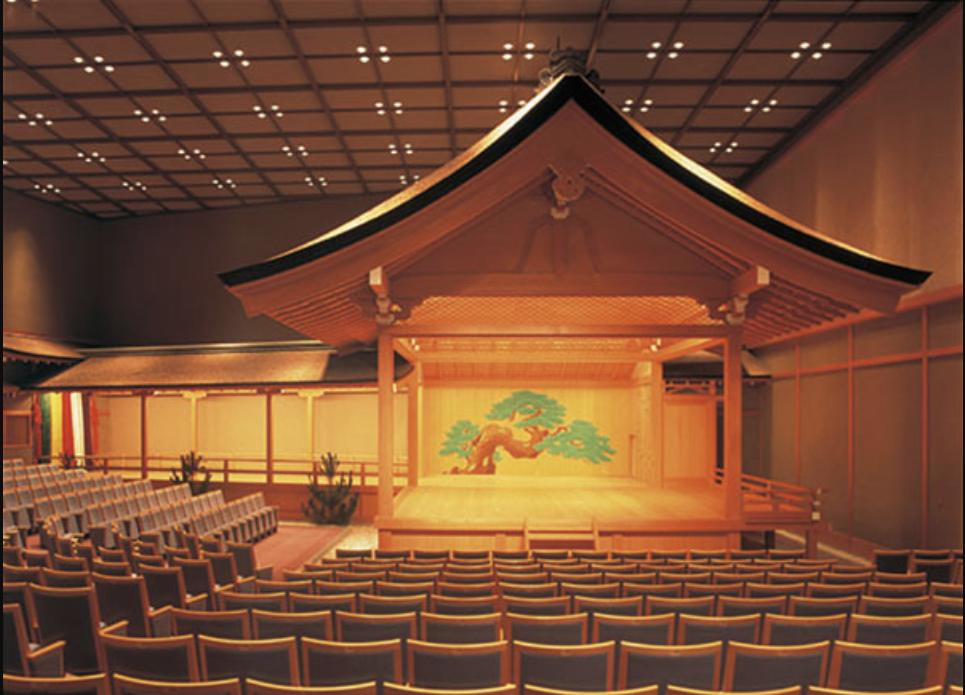
Scena Narodowego Teatru Nō w Tokio

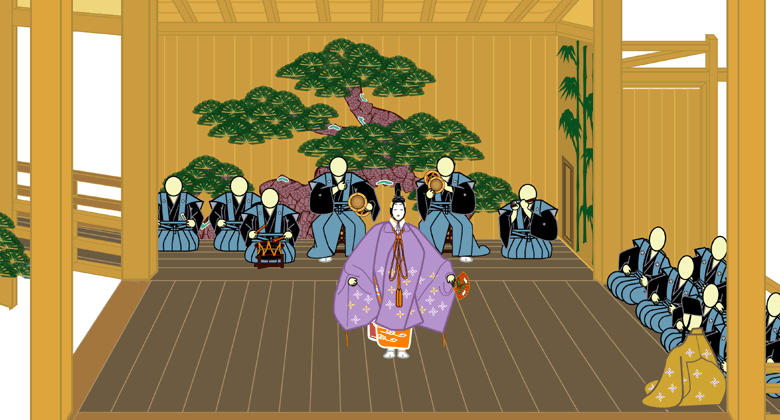
Rozmieszczenie uczestników przedstawienia: w centrum - shite; z przodu z prawej (siedzi) - waki; po prawej - jiutai; z tyłu w środku - hayashi-kata; z tyłu po lewej - kōken

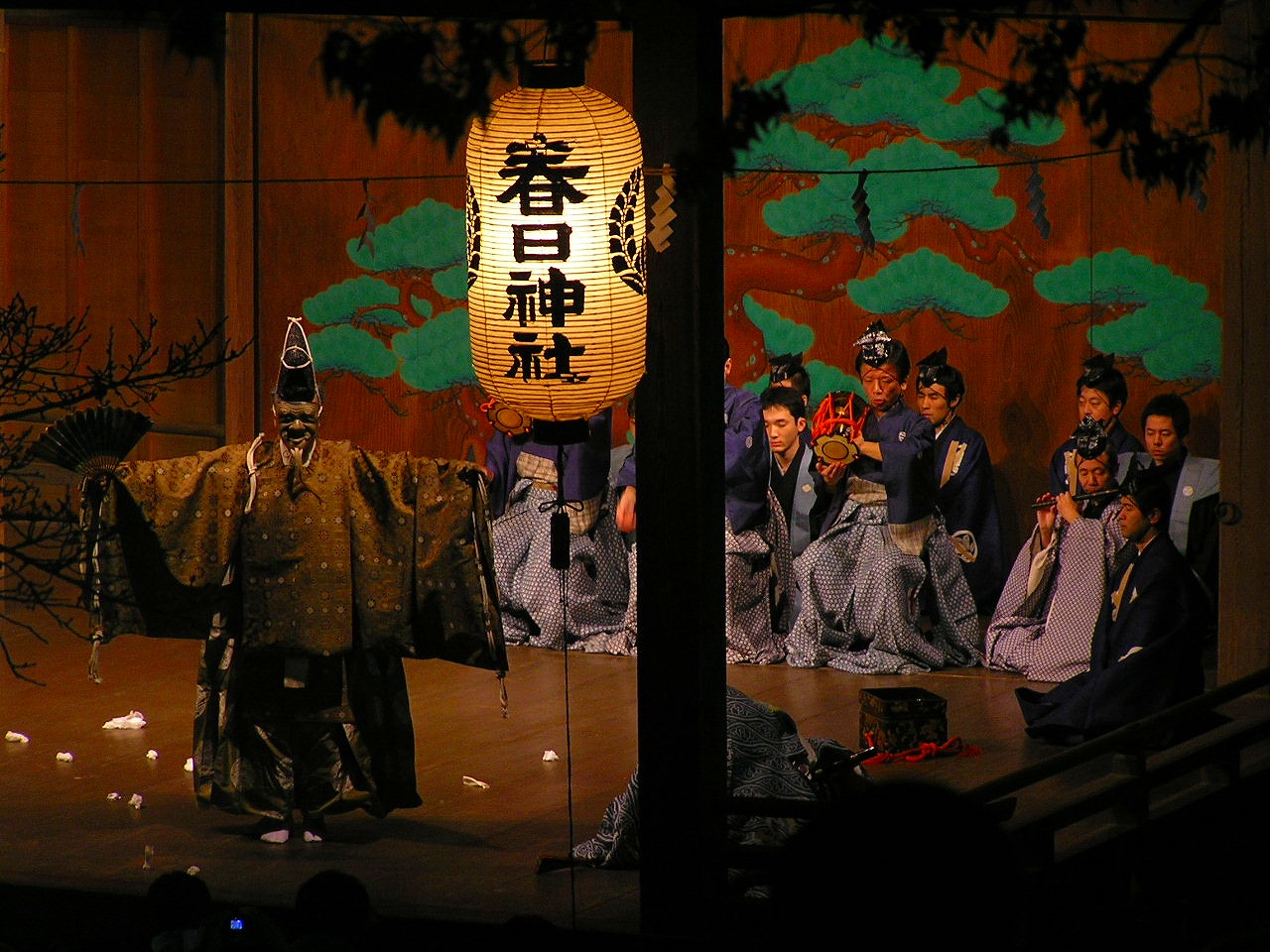
Rytuał okina-hōnō

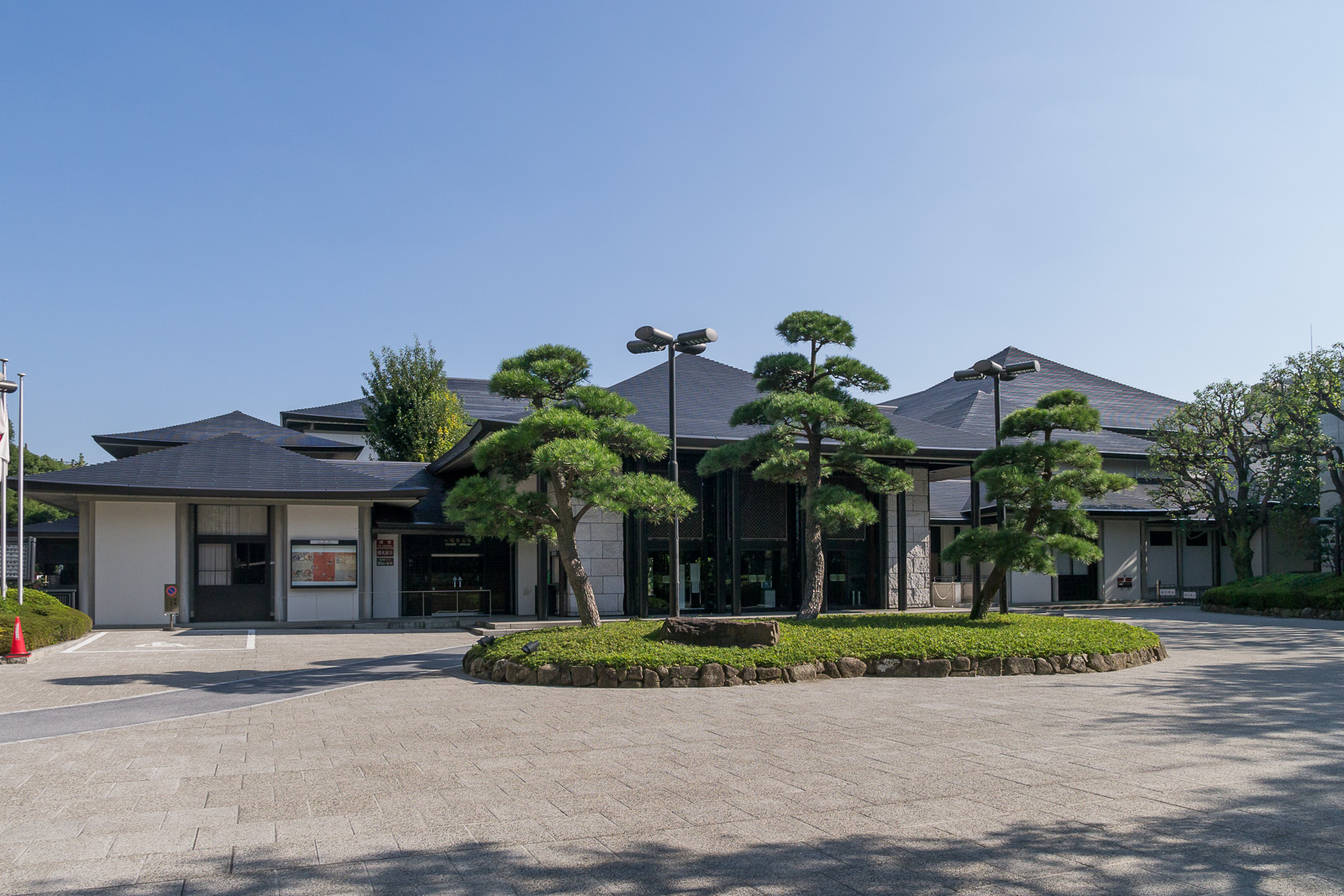
Narodowy Teatr Nō, Shibuya, Tokio

Teatralna forma sztuki, przekazywana przez pokolenia. Uznana za jedną z najstarszych sztuk scenicznych na świecie, a przez UNESCO za „niematerialne dziedzictwo kulturowe”. Składa się z elementów dramatu, muzyki i tańca. 

## Wyjaśnienie nazwy
W przewodnikach, tekstach, czy książkach można spotkać czasami także zapis noh lub Noh (np. National Noh Theatre) w wyniku tradycyjnego stosowania dawnej transkrypcji, dziś już nie używanej. Zarówno ō w nō, jak i h w Noh mają znaczenie przedłużenia samogłoski o.  
Czasami nazwa nō jest używana zamiennie z nōgaku (能楽), ale ten drugi termin obejmuje zarówno nō, jak i interludia kyōgen. Tradycyjnie pełny program nōgaku obejmuje pięć sztuk nō z komediowymi kyōgen pomiędzy nimi. Ze względu na bardzo rozciągnięty w czasie spektakl tradycyjny, współcześnie skrócono program do dwóch, trzech sztuk nō z kyōgen trwającymi około pół godziny. Z okazji ceremonialnych, świątecznych (Nowego Roku) na samym początku spektaklu prezentowany jest – zachowany od X wieku – święty rytuał okina (翁, dosł.: czcigodny starzec; inaczej: shiki-sanban). Jest to rodzaj śpiewanej modlitwy shintō (z towarzyszeniem tańca) o pokój, bezpieczeństwo kraju, długie życie i obfite żniwa. Wykonawca tej roli musi przygotować swoje ciało i umysł do przedstawienia, dokonując rytualnego oczyszczenia przed wejściem na scenę.

## Historia
Teatr nō w pełni ukształtował się na przełomie XIV i XV wieku, mając u podstaw różne formy widowiskowe od końca VI do XII wieku. W połowie XIV wieku profesjonalny teatr działał głównie na terenie Kioto i Nary. Spektakle służyły propagandzie doktryn i rozrywce, ale także zbieraniu datków na remonty i budowę nowych obiektów sakralnych. Niektóre grupy prezentowały dengaku, inne sarugaku. Ich maski wywodziły się ze starożytnej sztuki dramatów tanecznych gigaku, a muzyka z rytualnych tańców o nazwie kagura i bugaku. Z upływem czasu sztuką dominującą, popularniejszą stała się sarugaku.
Twórcami przekształcenia sarugaku w nō w formę zbliżoną do dzisiejszej byli dramatopisarze i aktorzy okresu Muromachi: Kan’ami i jego syn Zeami. Nad ich działalnością sprawowali patronat siogunowie z rodu Ashikaga: Yoshimitsu i Yoshimochi. 
Wojna Ōnin (1467–1477) i cały okres Sengoku (do 1573) wypełniony walkami na terenie całego kraju ograniczył zainteresowanie siogunatu teatrem. Jednakże wśród społeczeństwa spragnionego rozrywki i kultury skutek był odwrotny. Dlatego też stały się popularne występy amatorskie. Nauka muzyki i tańca teatru nō rozpowszechniła się nie tylko wśród arystokratów, ale także kapłanów, samurajów, szerokich mas ludności. Potrzebowali oni jednak zawodowej pomocy, którą otrzymali za opłatą od zespołów zawodowych. Poprzez rozpowszechnienie tego rodzaju przedstawień w całym kraju, walki wewnętrzne paradoksalnie uczyniły z teatru nō integralną część kultury narodowej.     
W następnych latach Hideyoshi Toyotomi (1537–1598) i Ieyasu Tokugawa (1543–1616) przywrócili zainteresowanie nō swoim patronatem, a ten drugi zatrudnił wszystkie zespoły zawodowe w Edo (ob. Tokio). Teatr ten stał się oficjalną własnością i ceremonialną sztuką rodu Tokugawa. W 1647 roku siogun Iemitsu Tokugawa wydał przepisy dotyczące zarządzania nim równie ostre, jak te, przy pomocy których rządził krajem. Przez następne 200 lat działalność artystyczna nō była ustawicznie kodyfikowana, co doprowadziło do przekroczenia wyrafinowanej sztuki Zeamiego pod kątem celebracji i powagi.

## Scena
Przestrzeń sceniczna obejmuje:
- scenę właściwą w kształcie kwadratu o boku długości 545 cm. Wznosi się ona około 1 m ponad poziom widowni;
- pomost (hashi-gakari), który łączy scenę właściwą z garderobą (kagami no ma – 'pokój zwierciadlany'), skąd wychodzą aktorzy.

Z tyłu sceny głównej znajduje się drugie wejście, o wysokości ok. 1 m, przeznaczone dla chóru (jiutai) i asystentów (kōken).
Nad pomostem i sceną główną wznosi się okap i dach wsparty na filarach (hashira) mających znaczenie symboliczne i które – wraz z trzema niskimi sosnami przed pomostem od strony widowni – są punktami orientacyjnymi dla aktora grającego w masce i innych wykonawców. Na panelu akustycznym (kagami-ita) z tyłu sceny widnieje stylizowana sosna jako jedyny element dekoracyjny.
Cała konstrukcja sceny – wykonana z polerowanego cyprysu (hinoki) – znajduje się obecnie wewnątrz budynku, a spadzisty dach nad sceną, pokryty korą cyprysu, jest pozostałością z czasów (sprzed XVII wieku), gdy widownia znajdowała się na otwartej przestrzeni, a tylko scenę osłaniano dachem.

## Wykonawcy
Wykonawcy głównych ról w przedstawieniu nō występują w maskach. Ta forma teatru łączy mimikę, taniec, śpiew oraz muzykę (flet i trzy rodzaje bębenków). Maski i kostiumy nō cenione są obecnie jako dzieła sztuki o wysokiej wartości.
Znacząca większość aktorów teatru nō to mężczyźni. Do XX wieku udział kobiet w przedstawieniach nō był zakazany, na początku XX wieku zezwolono im na amatorskie praktykowanie tej sztuki, jednak dopiero po II wojnie światowej kobiety uzyskały prawo do wykonywania zawodu aktora teatru nō. Obecnie zawód ten praktykuje ok. 250 kobiet.
Typ przedstawianej postaci (nie zaś jej cechy indywidualne) określają bogato zdobione, kolorowe kostiumy oraz peruki. Współcześnie różne style gry w teatrze nō prezentują przedstawiciele pięciu rodów – szkół aktorskich: Kanze, Kongō, Komparu, Hōshō i Kita. Pełne przedstawienie pokazuje pięć dramatów nō, pomiędzy którymi są wystawiane cztery farsy (kyōgen).

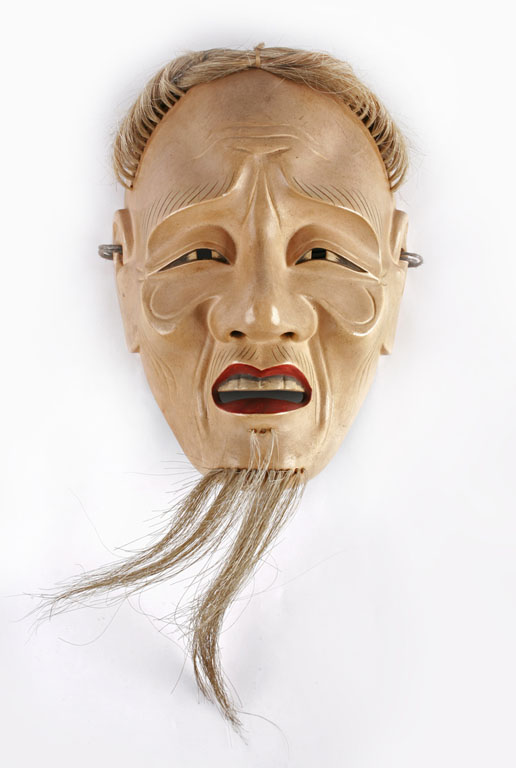
Maska kojō (starzec); zbiory Muzeum dla Dzieci w Indianapolis

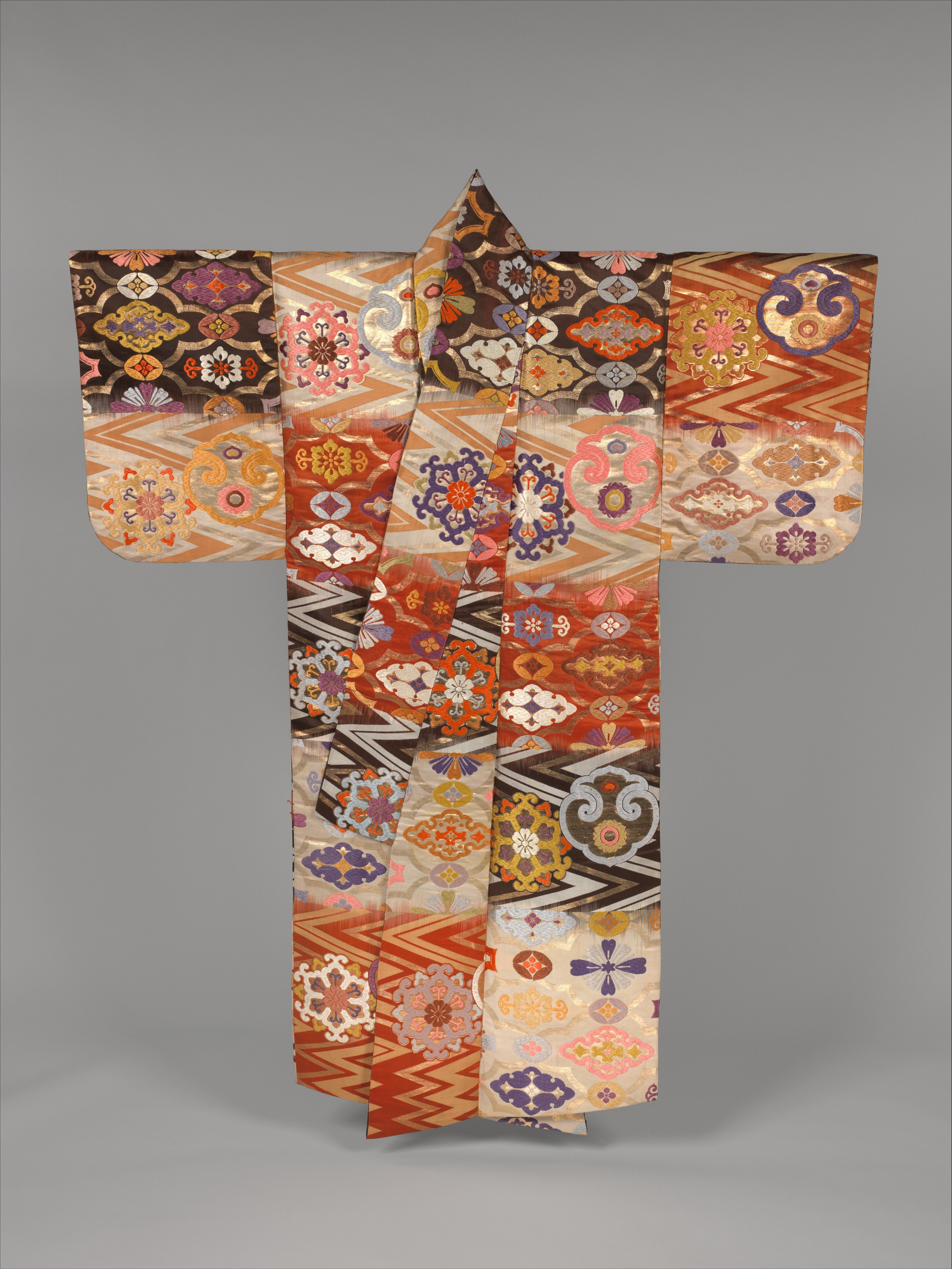
Kostium, I połowa XIX w.

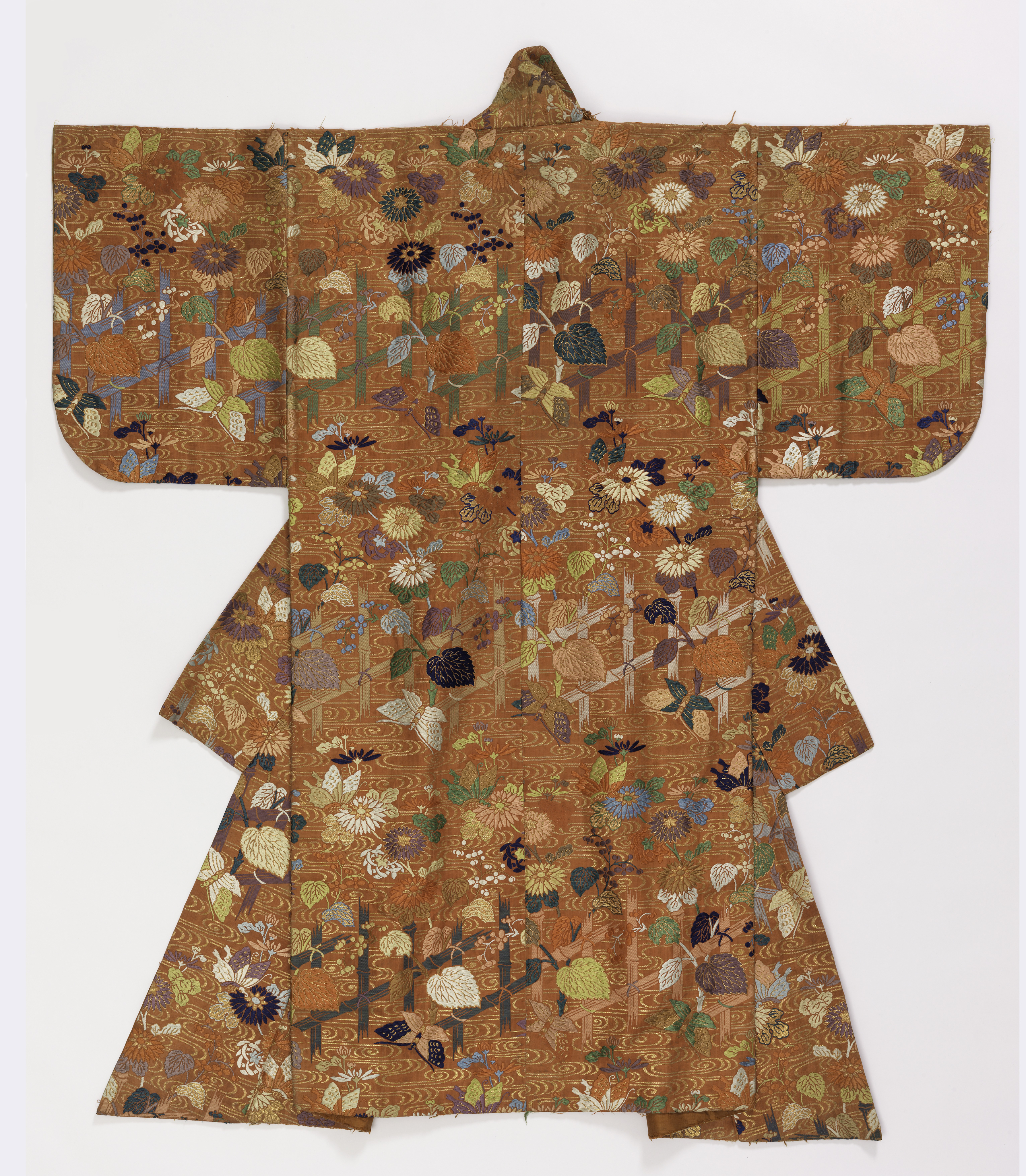
Kostium, ok. 1800 r.

## Teksty sztuk
Sztuki teatru nō w wersji tradycyjnej dzielą się na pięć części (kolejno według kategorii) tworzących program (goban-date) spektaklu:
- część I – o bogach (kami) (waki-nō-mono), bardzo powolna gra, dziś rzadko wystawiane;
- część II – o mężczyznach, wojownikach (shura-mono), w wielu sztukach tego rodzaju martwy wojownik pokonany w bitwach wojny Gempei błaga kapłana, aby modlił się za jego duszę;
- część III – o kobietach (katsura-mono), często sztuki o pięknej kobiecie z okresu Heian (794–1185), która ma obsesję na punkcie miłości;
- część IV – o bohaterach dawnych opowieści, kobietach szalonych i osobach targanych namiętnościami (kurui-mono, zatsu-mono), zwykle polecane jako „mieszane nō”, ponieważ włączone są różne tematy;
- część V – o demonach i innych istotach nadnaturalnych (kichiku-mono, kiri-nō-mono, finalny spektakl nō), sztuki relatywnie dynamiczne, shite pojawia się w ludzkiej postaci w pierwszej scenie, a następnie ujawnia się jako demon w drugiej scenie[5][3][8].

Większość granych obecnie sztuk (ok. 240) pochodzi z XV wieku. Wiele z nich zostało napisanych przez Kan’amiego i jego syna Zeamiego

## Maski, kostiumy, rekwizyty
Maski (nō-men, omote) określają typ głównej postaci i dzięki wieloletniej pracy aktora „grają” one podobnie, jak jego własna twarz. Do określonych typów masek dobierane są odpowiednie peruki. 
Kiedy powstały pierwsze maski, nie jest do końca jasne. Uważa się jednak, że te używane do dziś powstawały od połowy do końca okresu Muromachi (1392–1573). Początkowo miały one znaczenie religijne, ale stopniowo nabrały ludzkich cech. Uważa się, że w miarę jak wykonawcy zaczęli myśleć o wykorzystaniu yūgen ('tajemniczości piękna') i głębi, poczuli, że muszą ukryć nieatrakcyjność własnych twarzy i skoncentrować się na wzmocnieniu piękna nō. Od końca okresu Muromachi do dziś kontynuowana jest rodzinna tradycja wytwarzania masek. Dwa przykłady to rodzina Deme z dawnej prowincji Echizen (ob. prefektura Fukui) i rodzina Iseki z Ōmi (ob. prefektura Shiga). 
Kostiumy (shōzoku) są wzorowane na strojach dworskich z XV–XVI wieku, ale opracowane w szczegółach w XVIII i XIX wieku, gdy wzory, kolory i materiały dla poszczególnych postaci zostały usystematyzowane. Mają one dużą wartość artystyczną. Stwarzają poczucie elegancji i wielkości bohatera oraz świata, do którego należy. Kostiumy składają się z wielu (min. pięciu) warstw ubrań wykonanych z materiałów o różnych fakturach (bogato zdobiony adamaszek, brokat, cienki jedwab haftowany). Tworzą one nie tylko efekt olśniewającej prezencji, ale także masywnej, „scenicznie widocznej” sylwetki głównej postaci. Ich kolory określają typy postaci: czerwień oznacza młodość, zdrowie i szczęście, biel – dostojność, zieleń i brąz – niższe godności.
Z rekwizytów najważniejszą i wszechstronną funkcję symboliczną pełni wachlarz ōgi. Jest bardzo ważny zarówno dla nō, jak i kyōgen. Ma go każdy z wykonawców, w tym jiutai i kōken. Ōgi dzielą się na chūkei, które pozostają w połowie otwarte, używane w nō i shizume-ōgi, które zamykają się całkowicie – w kyōgen. Wachlarze wzmacniają ekspresję i spełniają różne funkcje. Mogą reprezentować dowolny obiekt (np. sztylet lub latarnię), w oparciu o swój kształt i sposób posługiwania się nim przez aktora.
W teatrze nō nie stosuje się dużych, realistycznych rekwizytów, scenografii, obrotowych scen. Używa się natomiast tsukuri-mono (dosł. rzeczy zrobione), prostych łatwych w konstruowaniu i rozkładaniu, rekwizytów o charakterze symbolicznym. Mogą one służyć np. jako: skała, łódź, studnia, zamek, ogrodzenie. Ich konstrukcja składa się głównie z bambusowej ramy owiniętej pasami materiału.

## Wybrane słownictwo
- Shite (仕手) – główny aktor, protagonista. W sztukach dwuczęściowych, w których aktor najpierw pojawia się jako człowiek, następnie jako duch lub demon, pierwsza rola nazywana jest mae-jite (前仕手), kolejna zaś nochi-jite (後仕手)
- Shite-zure (仕手連れ) – aktor towarzyszący shite
- Waki (脇) – aktor drugoplanowy (deuteragonista)
- Waki-zure (脇連れ) – aktor towarzyszący waki
- Ai-kyōgen (間狂言) lub kyōgen (狂言) – komediowe interludium pomiędzy aktami
- Nō-butai (能舞台) – scena teatru nō
- Hayashi (囃子) – zespół muzyczny
- Hayashi-kata (囃子方) – muzycy grający na czterech instrumentach, które łącznie nazywają się shibyōshi (四拍子):
  - nōkan (能管) – flet nō, poprzeczny flet bambusowy z siedmioma otworami, długość ok. 40 cm, lub fue (笛)
  - ō-tsuzumi (大鼓) – większy bębenek uderzany ręką (zwany też ōkawa, 大革)
  - ko-tsuzumi (小鼓) – trzymany przy barku mniejszy bębenek uderzany ręką
  - shime-daiko (締め太鼓) – bęben uderzany pałeczkami
- Jiutai (地謡) – chór składający się zwykle z czterech do ośmiu osób
- Kōken (後見) – asystenci sceniczni, których rolą jest wnoszenie i wynoszenie rekwizytów, pomoc przy zmianie stroju aktorów
- Ōgi (扇) – wachlarz, istotny rekwizyt[1][3]